# For the Crown (film 1913)
For the Crown è un cortometraggio muto del 1913 scritto e diretto da Lorimer Johnston. Il film fu interpretato tra gli altri da J. Warren Kerrigan e Vivian Rich.
Secondo episodio di un serial cinematografico, è conosciuto anche con il titolo The Adventures of Jacques #2: For the Crown.

## Produzione
Il film fu prodotto dalla Flying A (American Film Manufacturing Company).

## Distribuzione
Distribuito dalla Mutual Film, il film - un cortometraggio in due bobine - uscì nelle sale cinematografiche USA l'8 settembre 1913.